# Pura (Tarlac)
Pura (Bayan ng Pura) är en kommun i Filippinerna. Kommunen ligger på ön Luzon, och tillhör provinsen Tarlac. Folkmängden uppgår till 21 081 invånare.

## Barangayer
Pura är indelat i 16 barangayer.
| - Balite - Buenavista - Cadanglaan - Estipona - Linao - Maasin - Matindeg - Maungib | - Naya - Nilasin 1st - Nilasin 2nd - Poblacion 1 - Poblacion 2 - Poblacion 3 - Poroc - Singat |